# QWER
QWER（キューダブリューイーアール、韓: 큐더블유이알）とは、韓国の4人組ガールズバンドである。メンバーは全員が韓国出身であり、チョダン・マゼンタ・ヒナ・シヨンがいる（後述）。結成日は2023年7月2日、デビュー日は同年10月18日である。タマゴプロダクション（韓: 타마고 프로덕션）所属。
コンセプトは「成長型バンド」で、アーティストスローガンは「Harmony from Discord」である。
公式ファンダム名はバウィゲ（後述）。

## バンド名
QWERという名前は、QWERTYキーボード配列と、オンラインゲームのスキル配置「QWER」に由来していて、プレイヤーがQWERのスキルを組み合わせるように、各メンバーの特性・才能を掛け合わせることで色々な音楽を表していくという意味がある。

## 始まりとメンバー

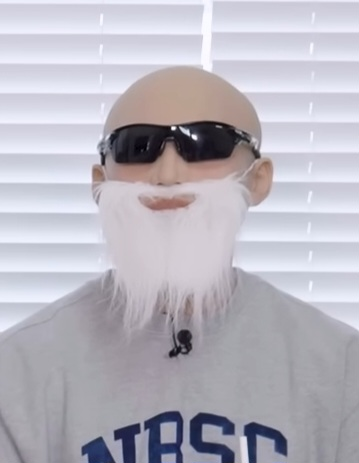
キム・
ゲラン

QWERは、運動YouTuberであるキム・ゲランが日本のアニメ「【推しの子】」にインスピレーションを受け、YouTube企画「最愛の子たち」を通してメンバーを1人ずつスカウトしたことに始まる。
各メンバーにはその加入順にQ・W・E・Rのラテン文字が割り当てられている。メンバーは全員が韓国出身である。

### Q - チョダン
Qを担うチョダン（韓: 쵸단、英: Chodan）はドラムとサブボーカル担当であり、リーダーでもある。本名はホン・ジヘ（韓: 홍지혜）であり、誕生日は1998年11月1日（26歳）である。
Twitch配信者出身であり、配信者としてはTREASURE HUNTERに所属している。
QWER加入前からYouTube活動を通してキム・ゲランと知り合いであり、「最愛の子たち」本格始動のきっかけとなった関係上、当プロジェクトでは序盤から登場する。

### W - マゼンタ
Wを担うマゼンタ（韓: 마젠타、英: Magenta）はベース担当である。本名はイ・アヒ（韓: 이아희）であり、誕生日は1997年6月2日（28歳）である。
Twitch配信者出身であり、QWER加入前からチョダンと知り合いである。
「最愛の子たち」では第1話で初登場する。
なお、QWERのロゴを描いたのはマゼンタである。

### E - ヒナ
Eを担うヒナ（韓: 히나、英: Hina）はギターとキーボード担当である。本名はチャン・ナヨン（韓: 장나영）であり、誕生日は2001年1月30日（24歳）である。
TikToker出身であり、その活動名はニャンニョンニョンニャン（韓: 냥뇽녕냥）である。QWERとしての活動名としては2023年10月11日にヒナに改めた。
「最愛の子たち」では、音声では第1話で初登場し、実物では第3話で初登場する。
なお、キム・ゲランと出会うことになったミーティングの当初の目的はVTuberに関係してのことであった。

### R - シヨン
Rを担うシヨン（韓: 시연、英: Siyeon）はリードボーカルと2ndギター担当である。本名はイ・シヨン（韓: 이시연、漢字: 李始燕）であり、誕生日は2000年5月16日（25歳）である。
NMB48の元メンバー（7.5期生）である。その卒業発表は本人が2023年6月30日に行い、実際の卒業は2023年8月8日であったが、キム・ゲランと初めて関わることになったのは2023年5月8日であった。
「最愛の子たち」では第7話で初登場する。

## 来歴

### 2023年
- 7月3日までにチョダンとマゼンタが正式に加入[注 10]。
- 7月9日までにヒナが正式に加入[注 11]。
- 8月13日までにシヨンが正式に加入[注 12]。
- 10月18日、デビューシングル『Harmony from Discord』の発売を記念するショーケースがソウル特別市麻浦区にあるMUSINSA GARAGEで開催[31]。

### 2024年
- 4月1日、1stミニアルバム『MANITO』の発売を記念するショーケースがソウル特別市西大門区にあるYES24 WANDERLOCH HALLで開催[32]。
- 9月2日、『FAKE IDOL』[注 13]が各音楽配信サイトを通じてリリースされた[33]。
- 9月23日、2ndミニアルバム『Algorithm's Blossom』の発売を記念するショーケースがソウル特別市広津区にあるYES24ライブホールで開催[34]。
- 10月9日、SHOW CHAMPIONにて番組に出演することなく1位を獲得[35]。
- 10月14日、『My Name is Malguem』が10月第2週分のMelOn週間人気賞で第1位を獲得[36]。

### 2025年
- 6月9日、3rdミニアルバム『In a million noises, I'll be your harmony』の発売を記念するショーケースがYES24 WANDERLOCH HALL[注 14]で開催[37]。
- 7月23日、公式ファンクラブの開設が告知された[38]。

## 活動体系
QWERの活動は徹底的な分業化による。

### タマゴプロダクション
宿舎公開やビハインド、ショートなどのコンテンツはキム・ゲランの活動支援をする3Yコーポレーションのタマゴプロダクションが担当している。
なお、3Yコーポレーションは2020年6月に設立されたコンテンツスタートアップ企業であり、少なくとも2021年末時点でカカオエンターテインメント傘下（持分100%）、2025年2月末時点でノバエンター傘下（持分50.07%）、同年5月29日時点でATUパートナーズ傘下（カカオエンターテインメントの全持分49.93%とノバエンター持分の一部を取得）である。

### プリズムフィルターミュージックグループ
QWERの音楽はプリズムフィルターミュージックグループ（英: PRISMFILTER MUSIC GROUP）による製作である。
プリズムフィルターミュージックグループとは、HYBE傘下のレーベルPLEDISエンターテインメントのメインプロデューサー、ボムジュが共同代表を務めるミュージシャン会社である。

## ファンダム名
公式ファンダム名はバウィゲ（韓: 바위게、英: Bawige）である。これはLeague of Legendsのリフトスカトル（英: Rift Scuttler）の韓国語名に由来しており、キム・ゲランとチョダンとマゼンタのTwitch配信中に視聴者のアンケート回答により決定された。